# Alfa Romeo 164
Der Alfa Romeo 164 ist eine Limousine der oberen Mittelklasse der italienischen Automobilmarke Alfa Romeo, die von September 1987 bis Juni 1997 hergestellt wurde. Der 164 wurde zusammen mit Fiat und Saab entwickelt; Schwestermodelle sind der Fiat Croma, der Lancia Thema und der Saab 9000. Auf einzelnen Märkten in Fernost erschien das Auto unter der Bezeichnung Alfa Romeo 168.

## Entstehungsgeschichte

### Vorgeschichte:Progetto 156
1979 hatte Alfa Romeo den Alfa 6 als Spitzenmodell in der oberen Mittelklasse eingeführt. Früh wurde deutlich, dass das veraltete, bereits 1973 zur Serienreife entwickelte Auto am Markt dauerhaft keinen Erfolg haben würde. 1980 begannen die Arbeiten an einem Nachfolger, der zunächst unter der Projektbezeichnung Progetto 156 geführt wurde. Die technische Entwicklung leitete Filippo Surace, während Ermanno Cressoni, der Leiter des Centro Stile Alfa Romeo, das Design verantwortete. Der Tipo 156 war auf Hinterradantrieb ausgelegt und hatte eine „brutal gestaltete“ Karosserie mit spitzer Front und hohem Heck, der Cressonis Designkonzept La Linea zugrunde lag.

### Tipo 4
Aus wirtschaftlichen Gründen war Alfa Romeo nicht in der Lage, den Tipo 156 zur Serienreife zu entwickeln. Stattdessen schloss sich das Unternehmen – noch bevor es 1986 von Fiat übernommen wurde – einem Gemeinschaftsprojekt von Fiat, Lancia und Saab an, die in den frühen 1980er-Jahren unter dem Code Tipo 4 ein gemeinsames Modell der oberen Mittelklasse entwickelten. Daraus wurden der Fiat Croma, der Lancia Thema und der Saab 9000, die sich unter anderem die Bodengruppe teilen. Alfa Romeo übernahm die Bodengruppe für den eigenen Ableger, der nun als Tipo 164 bezeichnet wurde. Damit verbunden war unter anderem ein Wechsel von Hinterrad- auf Frontantrieb. Auch Alfa Romeos eigener Karosserieentwurf von Ermanno Cressoni wurde aufgegeben. Stattdessen entschied sich das Alfa-Management für einen Entwurf von Pininfarina, den dessen Designer Enrico Fumia bereits 1981 fertiggestellt hatte. Der Karosserieentwurf unterscheidet sich deutlich von den drei Schwestermodellen; der Alfa Romeo hat keine äußeren Gleichteile mit den jeweils von Italdesign Giugiaro entworfenen Fiat-, Lancia- und Saab-Modellen.

### Serienmodell 164
1986 wurde Alfa Romeo von Fiat übernommen. Im September 1987 debütierte der Alfa Romeo 164 auf der IAA Frankfurt. Zu dieser Zeit war der Lancia Thema bereits seit drei Jahren auf dem Markt, die Fiat- und Saab-Versionen seit zwei Jahren. Der Alfa Romeo 164 ersetzte nicht nur den Alfa 6, sondern auch den kleineren, vom Alfetta abgeleiteten Alfa Romeo 90, von dem in drei Jahren nur etwa 56.000 Exemplare verkauft worden waren. Der 164 wurde zum Spitzenmodell Alfa Romeos, das über dem Alfa Romeo 75 positioniert war. Der 164 war der erste größere Alfa Romeo mit Frontantrieb. Bei seinem Erscheinen wurde der 164 insbesondere in der deutschsprachigen Presse als das Auto angesehen, das für den langfristigen Bestand der Marke Alfa Romeo von zentraler Bedeutung sei. Wegen seiner für Alfa Romeo untypischen Frontantriebsauslegung sahen Anhänger der Marke den 164 anfänglich kritisch.
Der Alfa Romeo 164 blieb bis 1997 im Programm, wobei die letzten Autos noch 1998 verkauft wurden. In 10 Jahren entstanden etwa 273.000 Fahrzeuge. Als Nachfolger brachte Alfa Romeo 1998 den von Ercole Spada entworfenen 166 auf den Markt.

## Modellbeschreibung

### Karosserie
Im Gegensatz zu den übrigen Mitgliedern der Tipo-4-Familie war der Alfa Romeo 164 ausschließlich als Stufenhecklimousine erhältlich. Zwar wurden die 1986 vorgestellten, von Diego Ottina für Pininfarina entworfenen Show Cars Vivace in einigen Presseberichten als mögliche Coupé- und Cabrioletversionen des 164 gedeutet; tatsächlich waren die Autos allerdings nur als Einstimmung auf das Design der 164 Limousine gedacht und nie für eine Serienproduktion vorgesehen.
Der Aufbau des 164 folgt einer trapezförmigen Linie mit stark geneigten A- und C-Säulen. Die C-Säule ist sehr schmal. In gestalterischer Hinsicht ist der Alfa Romeo 164 eine Weiterentwicklung des von Leonardo Fioravanti entworfenen Konzeptfahrzeugs Ferrari Pinin, das Pininfarina 1980 vorgestellt hatte. In einigen Details greift das Design auch Merkmale des ebenfalls bei Pininfarina entstandenen Audi Quattro Quartz auf, den Enrico Fumia 1981 entworfen hatte. Das gilt sowohl für das über die gesamte Wagenbreite reichende hintere Leuchtenband, das bis in die späten 1990er-Jahre hinein ein Kernmerkmal aller zeitgenössischen Alfa-Romeo-Modelle wurde, als auch für die Sicke in den Wagenflanken, die den Aufbau optisch in eine obere und eine untere Hälfte teilt. Das Design blieb während des gesamten Produktionszeitraums in den Grundstrukturen unverändert. 1989 übernahm Pininfarina die Form des Alfa Romeo 164 leicht verändert für den ähnlich großen Peugeot 605.

### Technik

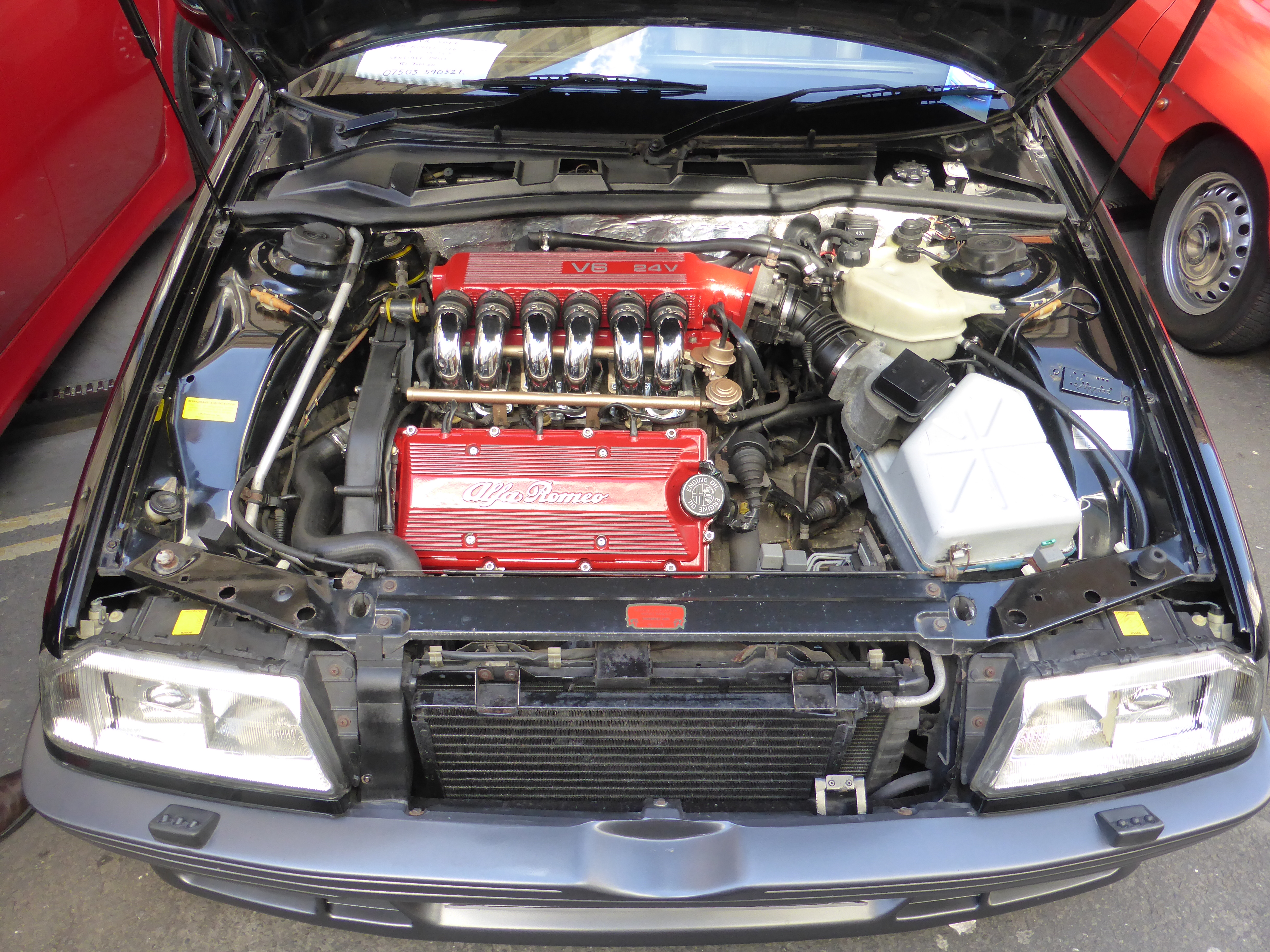
Vorn quer eingebauter V6-Motor

Der Alfa Romeo 164 baut auf der Tipo-4-Plattform auf und teilt sich die Grundstrukturen mit den Schwestermodellen von Fiat, Lancia und Saab. Der Radstand aller vier Tipo-4-Varianten ist identisch.
Der Alfa Romeo 164 hat in der Basisausführung Frontantrieb und vorn quer eingebaute Motoren mit vier und sechs Zylindern. Ab 1991 waren die am stärksten motorisierten Varianten auch mit Allradantrieb erhältlich. Er war ein Alleinstellungsmerkmal des Alfa Romeo; die Schwestermodelle gab es ausschließlich mit Frontantrieb. Die Kraftübertragung übernimmt bei den meisten Modellen ein handgeschaltetes Fünfganggetriebe. Für einzelne Motorisierungen waren Automatikgetriebe bzw. Sechsgang-Schaltgetriebe erhältlich.
Der Alfa Romeo 164 hat vorn und hinten Einzelradaufhängung. Vorn sind Querlenker und MacPherson-Federbeine eingebaut, hinten Längslenker und Federbeine. An allen vier Rädern sind Scheibenbremsen montiert.

## Die einzelnen Baureihen

### Urmodell

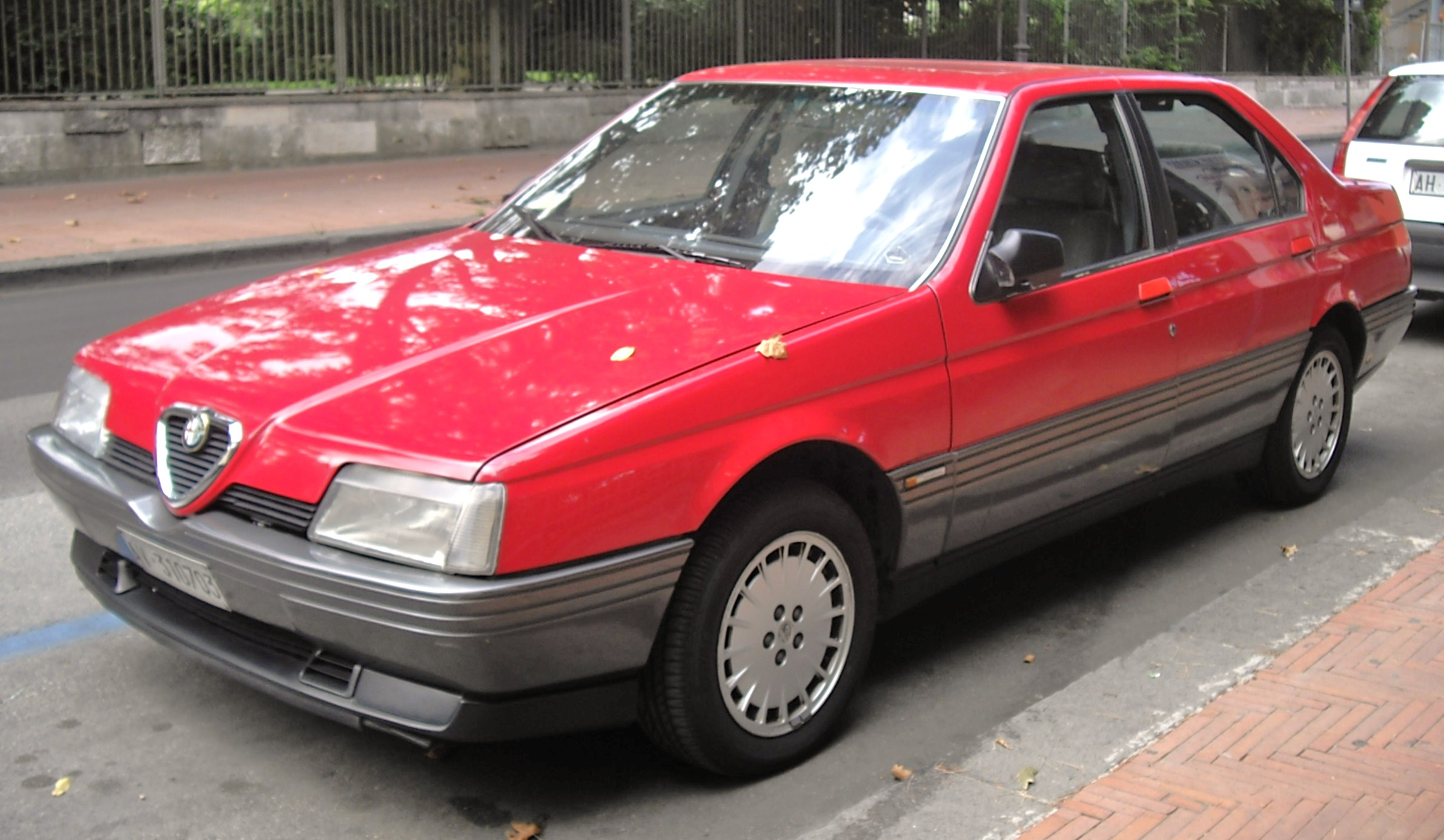
Alfa Romeo 164 Turbo

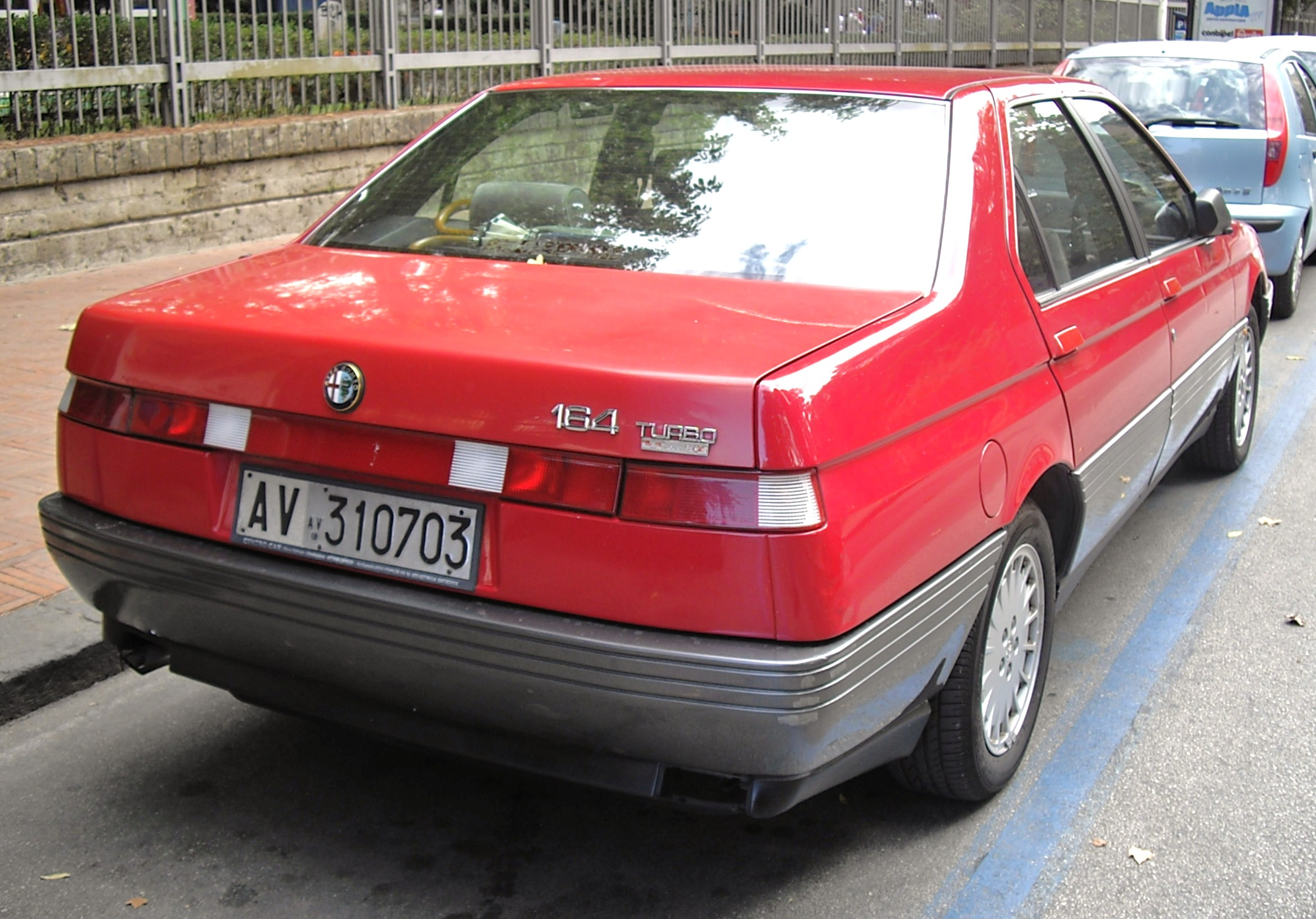
Alfa Romeo 164 Turbo

Alfa Romeo präsentierte sein Modell 164 im September 1987. Folgende Versionen standen zur Verfügung:
- T.SPARK: angetrieben von einem Zwei-Liter-Vierzylinder mit Doppelzündung, jeweils mit und ohne Katalysator;
- 3.0 V6: mit drei Liter großem V6-Motor ("Arese-V6" von Giuseppe Busso), der aus dem im Frühjahr 1979 erschienenen Alfa 6 übernommen wurde, jeweils mit und ohne Katalysator;
- TD (nur für einige Märkte – besonders den italienischen Heimatmarkt): mit 2,5-Liter-Vierzylinder-Dieselmotor mit Ventilantrieb über Stirnräder und obenliegender Nockenwelle, von VM Motori. Bei seiner Einführung auf dem italienischen Markt im Jahre 1987 war der 164 TD mit einer Spitzengeschwindigkeit von 200 km/h schnellster Diesel-PKW der Welt;
- ab März 1988 (in Italien): Turbo (nur für einige Märkte, besonders den italienischen Heimatmarkt): mit einem Zweiliter-Turbo-Vierzylinder mit Overboost von Fiat/Lancia; diese Version wurde nur 1988 produziert.

Die offizielle Auslieferung des 164 in Deutschland begann erst im September 1988. Alfa Romeo und der Mutterkonzern Fiat wollten auf jeden Fall alle Kinderkrankheiten des neuen Modells abstellen und die Qualität auf ein angemessenes Niveau bringen. Immerhin sollte der Alfa Romeo 164 das Überleben der Automobilmarke Alfa Romeo für die Zukunft sichern.
Alle Alfa Romeo 164 brachten ihre Leistung über ein 5-Gang-Schaltgetriebe über die Vorderräder auf die Straße. Ab 1989 bot Alfa Romeo den 164 3.0 V6 auch mit einem 4-Stufen-Automatikgetriebe von ZF an.

### Maquilage 90

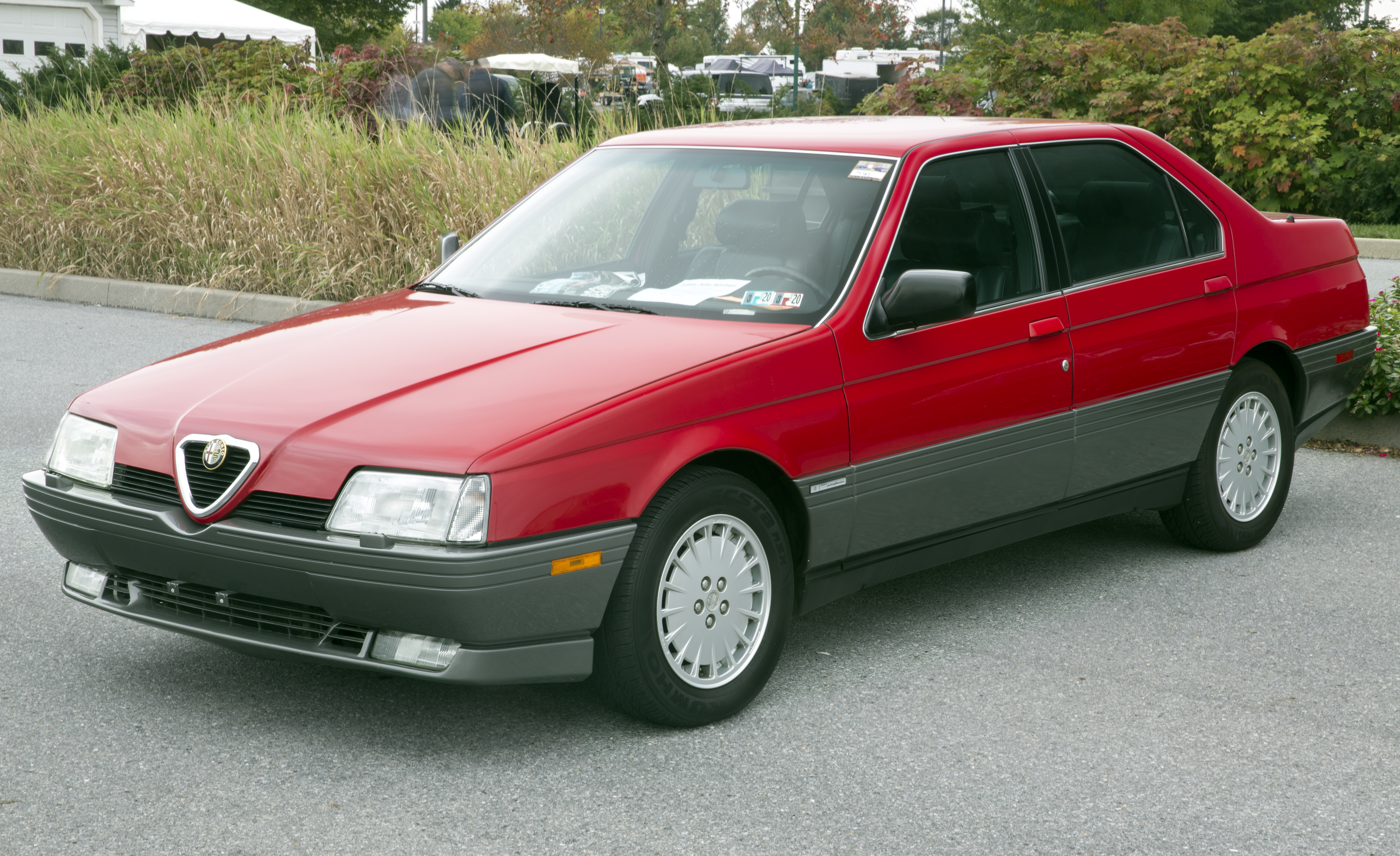
Alfa Romeo 164 „Maquilage 90“

Im Juli 1990 überarbeitete Alfa Romeo den 164 erstmals merklich.
Da die Urversion wegen ihrer starken Antriebseinflüsse in der Lenkung und wegen des schlechten Geradeauslaufs beim Beschleunigen heftig kritisiert wurde, wurde dort der größte Änderungsaufwand betrieben. So wurde der gesamte Antriebsblock aus Motor und Getriebe drei Zentimeter tiefer im Fahrzeug montiert. Dadurch verliefen die Gelenkwellen vom Getriebe zu den Radnaben in einer geraden Linie und nicht mehr wie zuvor geknickt, des Weiteren bauten sich unter Last wesentlich weniger Störkräfte auf, was das Fahrverhalten nachhaltig verbesserte. Die Antriebseinflüsse waren immer noch spürbar, hielten sich aber nun im marktüblichen Rahmen. Zusätzlich wurden einige Bedienungselemente im Innenraum überarbeitet. Zudem hat Alfa Romeo die Stecker für Kabelverbindungen verbessert. Die bis dahin teilverzinkte Karosserie erhielt eine Vollverzinkung. Dieses erste überarbeitete Modell wird Maquilage 90 (MQ90) genannt. Viele dieser Änderungen kamen nicht zuletzt wegen der geplanten Einführung des 164 auf dem US-Markt.
Im September 1990 wurde zusätzlich der 164 Quadrifoglio Verde (QV) als Spitzenmodell mit einem auf 147 kW (200 PS) gesteigerten 3.0-V6 eingeführt.
Im März 1991 präsentierte Alfa Romeo den 164 V6 Turbo. Dieser wurde durch eine Zwei-Liter-Variante des "Arese-V6" angetrieben, die mit Turbolader aufgeladen eine Leistung von 150 kW (204 PS) brachte.

### Modellpflege: 164Super

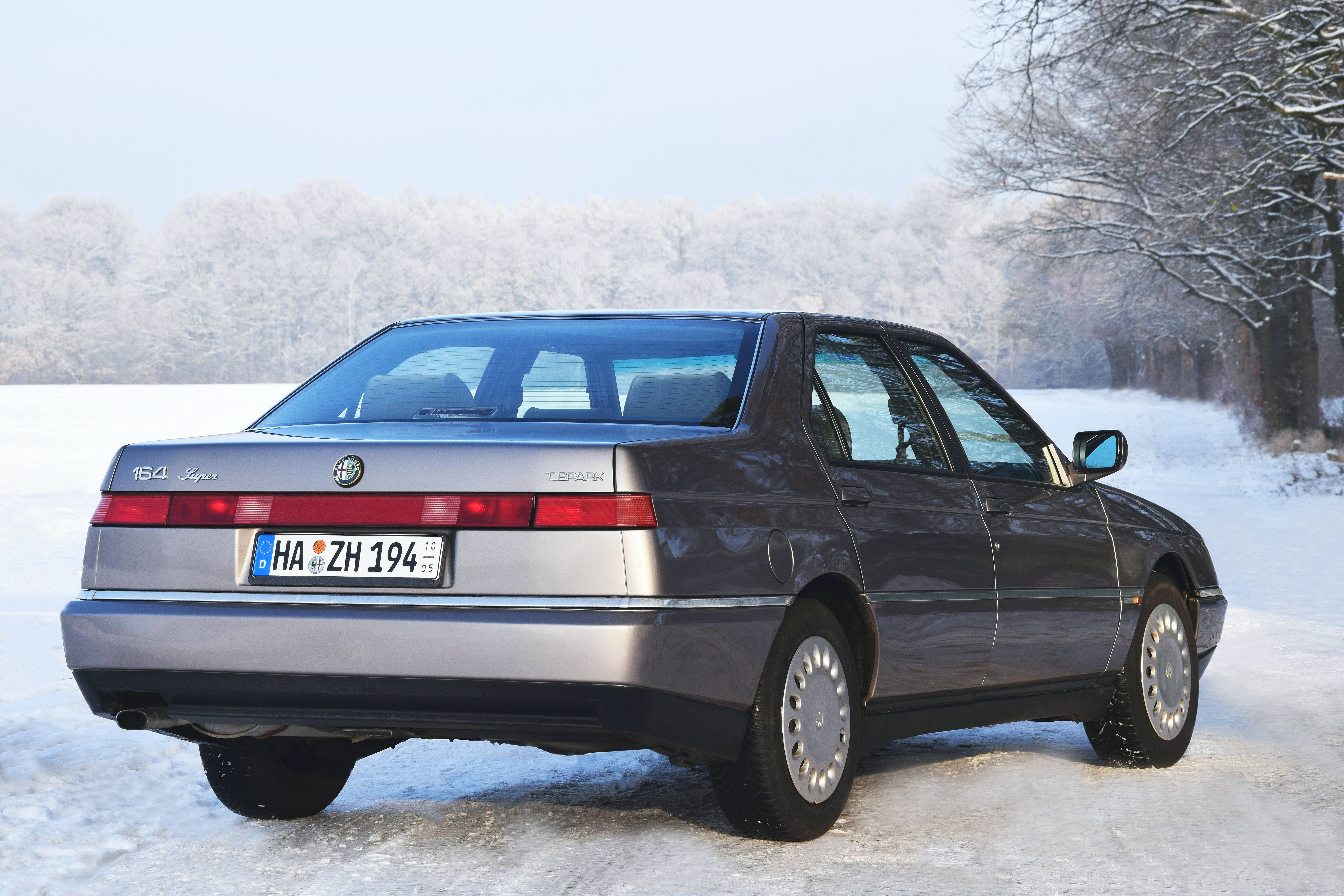
Alfa Romeo 164 Super (1992–1997)

Im Herbst 1992 wurde der Alfa Romeo 164 einer stärkeren Überarbeitung unterzogen und hieß von da an 164 Super.
Zu erkennen sind diese Modelle an neuen Ellipsoid-Scheinwerfern und voluminöseren Stoßfängern. Auch das Interieur wurde modifiziert, besonders zu erkennen an der neu gestalteten Mittelkonsole. Die Karosserie erhielt einen verstärkten Aufprallschutz, und erstmals war (in Europa) ein Fahrer-Airbag erhältlich. Mit dem 164 Super wurde die 4-Ventil-Version des "Arese-V6" eingeführt, der V6 24V mit 3 Liter Hubraum und 155 kW (211 PS). Dieses Modell war auch mit einer 4-Stufen-Automatik von ZF erhältlich.
Eine leistungsgesteigerte Version mit 170 kW (232 PS) trieb nun das Topmodell Alfa Romeo 164 Quadrifoglio Verde (QV) 24V an, der jedoch schon Anfang 1994 dem allradgetriebenen Alfa Romeo 164 Q4 weichen musste.  Das neue Spitzenmodell hatte permanenten Allradantrieb und ein 6-Gang-Getriebe von Getrag. Die beiden Quadrifoglio-Modelle behielten jedoch weiterhin die Stoßfänger des Urmodells.
Diese Stoßfänger hatten auch die bis Anfang 1994 weiterhin neben dem Super angebotenen einfachen 164er, die im Übrigen technisch dem Super glichen. Erst nach und nach bot Alfa Romeo die Versionen Twin Spark (2,0), V6 (3,0 12V), TD (2,5), V6 TURBO (2,0) als Super an.
Der 164 erhielt sodann nur noch kleinere Änderungen. So war ab 1994 ein Beifahrer-Airbag lieferbar. Ab Modelljahr 1995 erfüllten die Ottomotoren die Abgasnorm Euro 2. In den letzten Super-Modellen ab 1996 wurden serienmäßig die bis dahin den Quadrifoglio-Modellen vorbehaltenen Sportsitze und ein Holzlenkrad sowie -schaltknauf verwendet; zudem zierten die Stoßfänger anstelle der Chromzierleisten bronzierte Leisten.

## Produktion
Der Alfa Romeo 164 wurde im Alfa Romeo-Werk in Arese hergestellt. Die Produktion lief Mitte 1997 aus. Es wurden insgesamt etwas mehr als 273.000 Stück produziert, die sich für die Zeit vom Produktionsbeginn im September 1987 bis zur Einstellung am 27. Juni 1997 zwischen den Modellen wie folgt aufteilen:
- 2.0 und 2.0 Super: 158.057
- 3.0 V6, 3.0 V6 Super und 3.0 4x4: 69.748
  - davon 3.0 V6 24V QV: 768 Stück
  - davon 3.0 V6 24V Q4: 1206 Stück (130 Alfarot, 210 Weiß, 601 Schwarz, 195 Proteorot, 642 Dunkelgrau, 644 Mittelgrau)[13]
- 2.5 Turbodiesel und 2.5 Super Turbodiesel: 45.602

Im Herbst 1998 debütierte der Nachfolger Alfa Romeo 166.

## Modelle und Motoren

### Ottomotoren
| Modell                      | Zylinder | Hubraum  | Leistung                             | Drehmoment                    | Bauzeit          |
| --------------------------- | -------- | -------- | ------------------------------------ | ----------------------------- | ---------------- |
| 2.0 Twin Spark              | 4        | 1962 cm³ | 109 kW (148 PS) bei 5800/min         | 186–188 Nm                    | 09.1987–06.1990  |
| 2.0 Twin Spark Katalysator  | 4        | 1962 cm³ | 105 kW (143 PS) bei 5800/min         | 186–188 Nm                    | 12.1987–06.1990  |
| 2.0 Twin Spark              | 4        | 1962 cm³ | 106 kW (144 PS) bei 5800/min         | 187 Nm                        | 09.1991–09.1992  |
| Super TS (2.0)              | 4        | 1995 cm³ | 106 kW (144 PS) bei 5800/min         | 187–193 Nm                    | 10.1992–06.1997  |
| Turbo (2.0)                 | 4        | 1995 cm³ | 129 kW (175 PS) bei 5250/min         | 265 Nm (mit Overboost 284 Nm) | 09.1987–12.1990  |
| 2.0 V6 Turbo                | 6        | 1996 cm³ | 150–155 kW (204–211 PS) bei 6000/min | 280 Nm (mit Overboost 300 Nm) | 03.1991–09.1992  |
| Super V6 TB                 | 6        | 1996 cm³ | 151 kW (205 PS) bei 6000/min         | 295 Nm                        | 10.1992–06.1997  |
| 3.0 V6                      | 6        | 2959 cm³ | 141 kW (192 PS) bei 5600/min         | 245 Nm                        | 11.1987–09.1991  |
| 3.0 V6 Katalysator          | 6        | 2959 cm³ | 135 kW (184 PS) bei 5600/min         | 261 Nm                        | 11.1987–09.1992  |
| 3.0 V6                      | 6        | 2959 cm³ | 135 kW (184 PS) bei 5600/min         | 259 Nm                        | 10.1992–06.1994  |
| 3.0 Super V6                | 6        | 2959 cm³ | 132 kW (180 PS) bei 5600/min         | 252 Nm                        | 06.1994–06.1997  |
| Super V6 24V                | 6        | 2959 cm³ | 155 kW (211 PS) bei 6300/min         | 266 Nm                        | 10.1992–06.1997  |
| Quadrifoglio Verde (3.0 V6) | 6        | 2959 cm³ | 147 kW (200 PS) bei 5800/min         | 269 Nm                        | 09.1990–09.1992  |
| QV (3.0 V6 24V)             | 6        | 2959 cm³ | 171 kW (232 PS) bei 6300/min         | 284 Nm                        | 10.1992–06.1997* |
| Q4 (3.0 V6 24V)             | 6        | 2959 cm³ | 171 kW (232 PS) bei 6300/min         | 284 Nm                        | 02.1994–06.1997  |

*Der QV 24V wurde im Frühjahr 1994 vom Q4 abgelöst. Auf den Märkten mit Linksverkehr wurde jedoch der frontgetriebene QV 24V weiter angeboten mangels Rechtslenker-Version des Q4.

### Dieselmotoren
| Modell                 | Zylinder | Hubraum  | Leistung                    | Drehmoment | Bauzeit         |
| ---------------------- | -------- | -------- | --------------------------- | ---------- | --------------- |
| 2.5 Turbodiesel        | 4        | 2499 cm³ | 86 kW (117 PS) bei 4200/min | 258 Nm     | 09.1987–09.1992 |
| 2.5 TD                 | 4        | 2499 cm³ | 92 kW (125 PS) bei 4200/min | 294 Nm     | 10.1992–02.1994 |
| Super TD               | 4        | 2499 cm³ | 92 kW (125 PS) bei 4200/min | 294 Nm     | 02.1994–06.1997 |
| Super TD (Katalysator) | 4        | 2499 cm³ | 92 kW (125 PS) bei 4200/min | 288 Nm     | 02.1994–06.1997 |

Alle im Alfa Romeo 164 eingesetzten Dieselmotoren kamen von VM Motori S.p.A.

## Alfa Romeo 168
Auf einigen asiatischen Märkten wurde das Auto als Alfa Romeo 168 verkauft. Anlass waren mögliche negative Konnotationen der Zahl 164. Einer Quelle zufolge klingt die Lautfolge der Zahl „164“ in einer chinesischen Sprache beim Aussprechen ähnlich wie das Satzfragment „direkt in den Tod“.

## Varianten und Ableitungen
Für die für 1989 geplante Wiederbelebung der Procar-Serie entwickelte Alfa Romeos Motorsportabteilung 1988 zusammen mit dem britischen Unternehmen Motor Racing Developments (Brabham) einen Rennwagen, dessen Karosserie an den Alfa Romeo164 angelehnt war und der mit einem Zehnzylinder-Formel-1-Motor versehen war. Da die Serie nicht realisiert wurde, entstand nur ein Prototyp. 
Vom 164 abgeleitet ist der Alfa Romeo Scighera, ein Prototyp aus dem Jahre 1997.

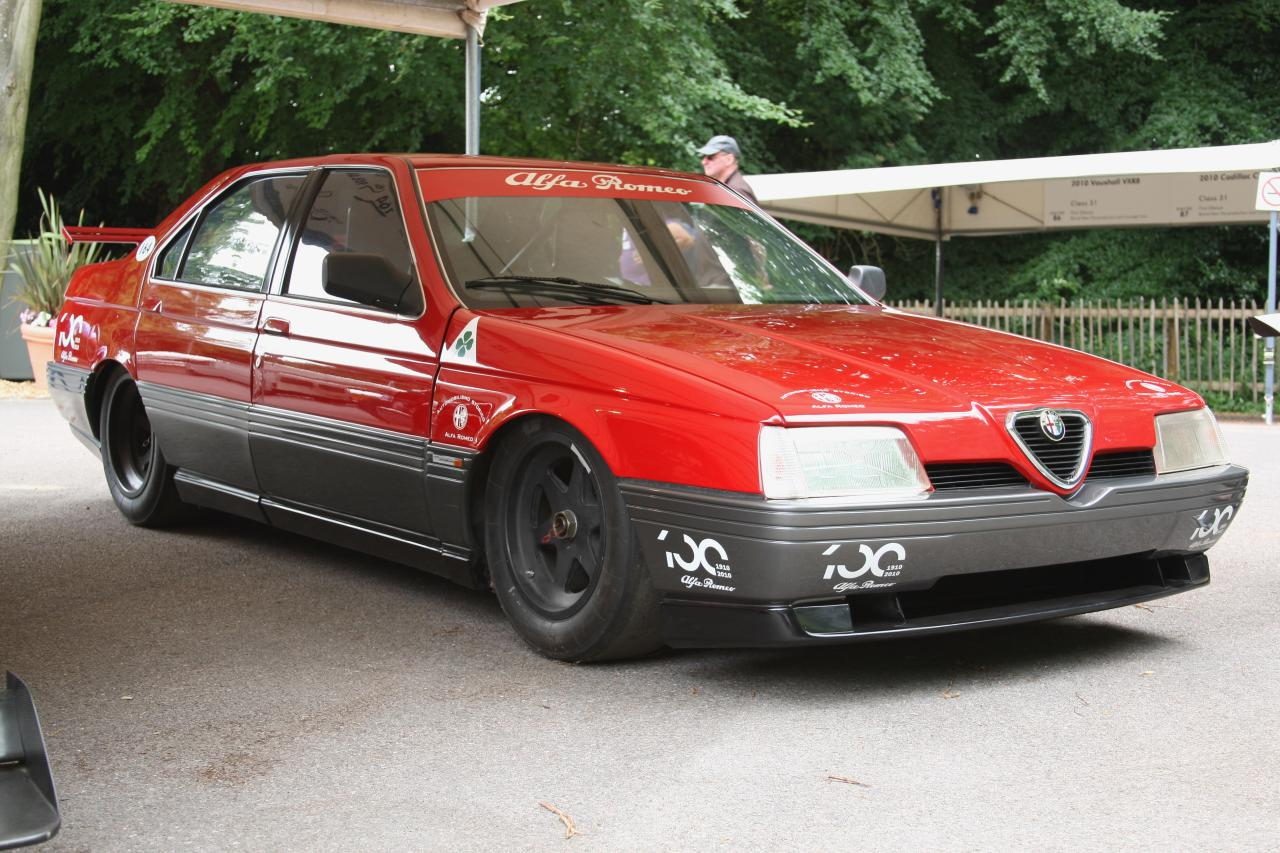
Alfa Romeo 164 Procar (1988)
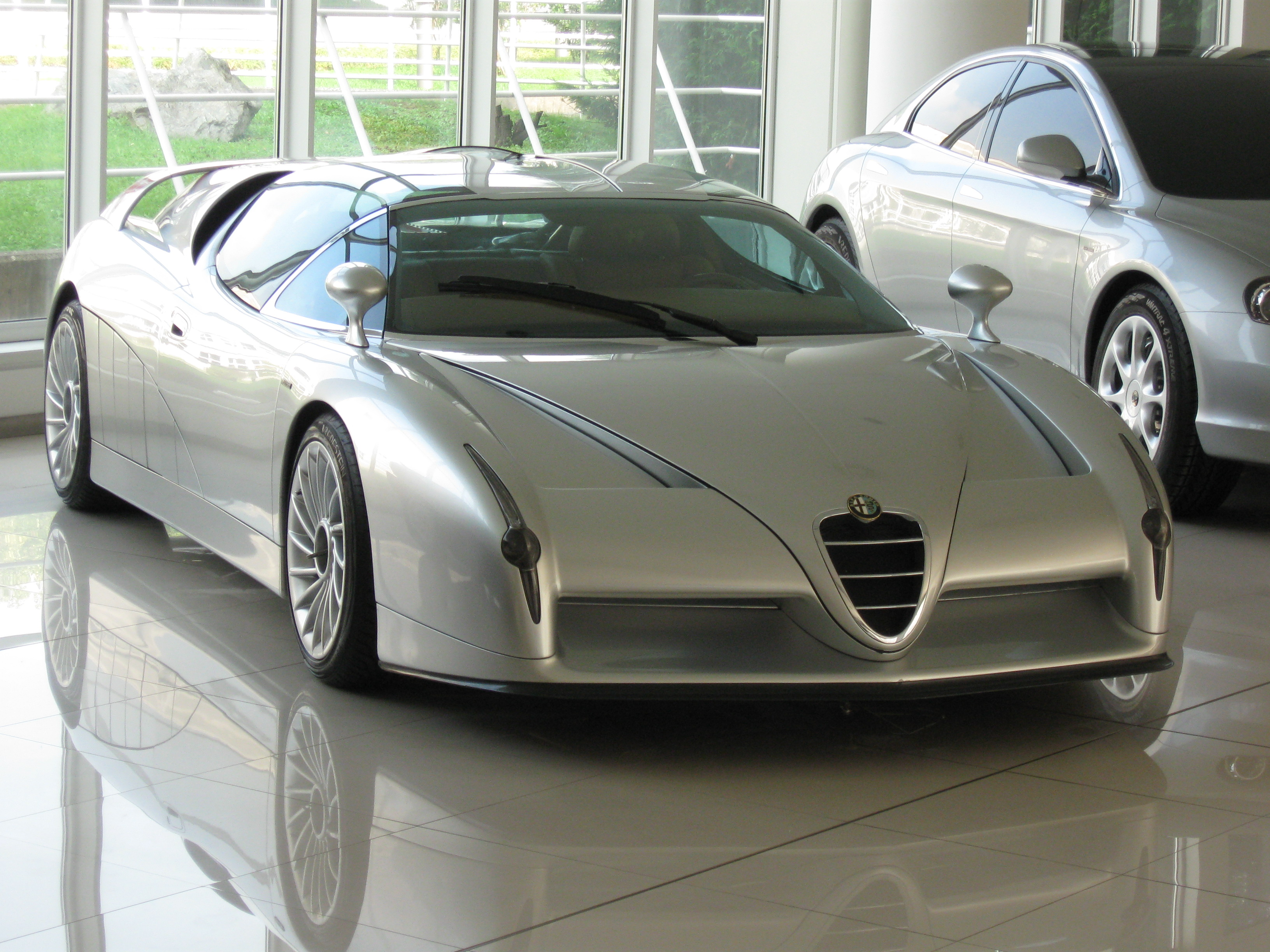
Alfa Romeo Scighera (1997)

## Der Alfa Romeo 164 im Film
- Ein roter Alfa Romeo 164 QV mit schwarzer Lederausstattung und Schiebedach wurde von Uwe Ochsenknecht alias Kommissar Killmer in der 5. Folge des ARD-Krimis Der Bulle und das Landei gefahren. Der Wagen ist heute in Privatbesitz.

- In der Serie Wilsberg fährt die Hauptfigur Ekkehardt „Ekki“ Talkötter einen bordeauxroten Alfa Romeo 164 3.0 V6.[15]